# Charlotte Kallaová

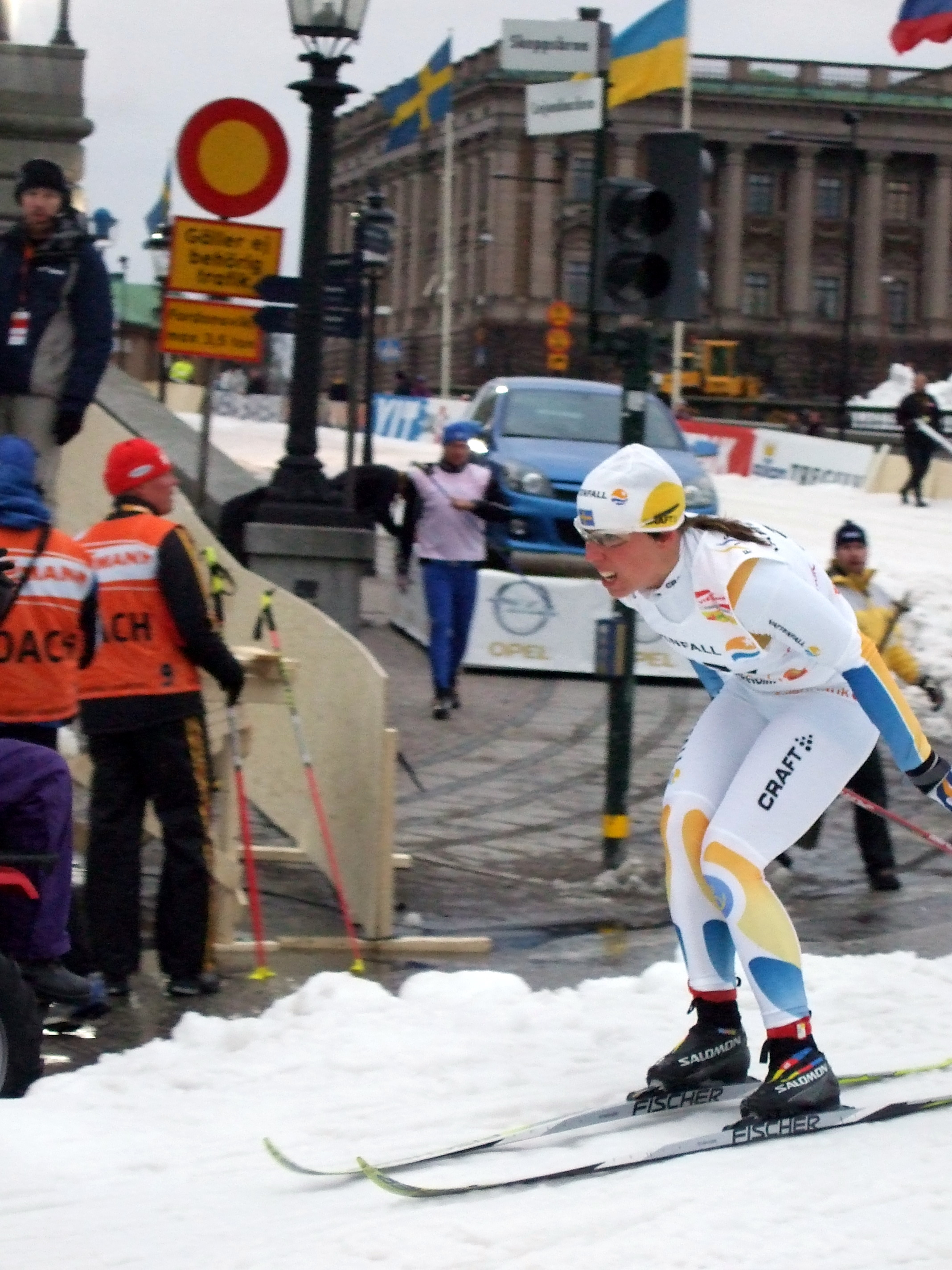
Charlotte Kallaová ve Stockholmu 2007

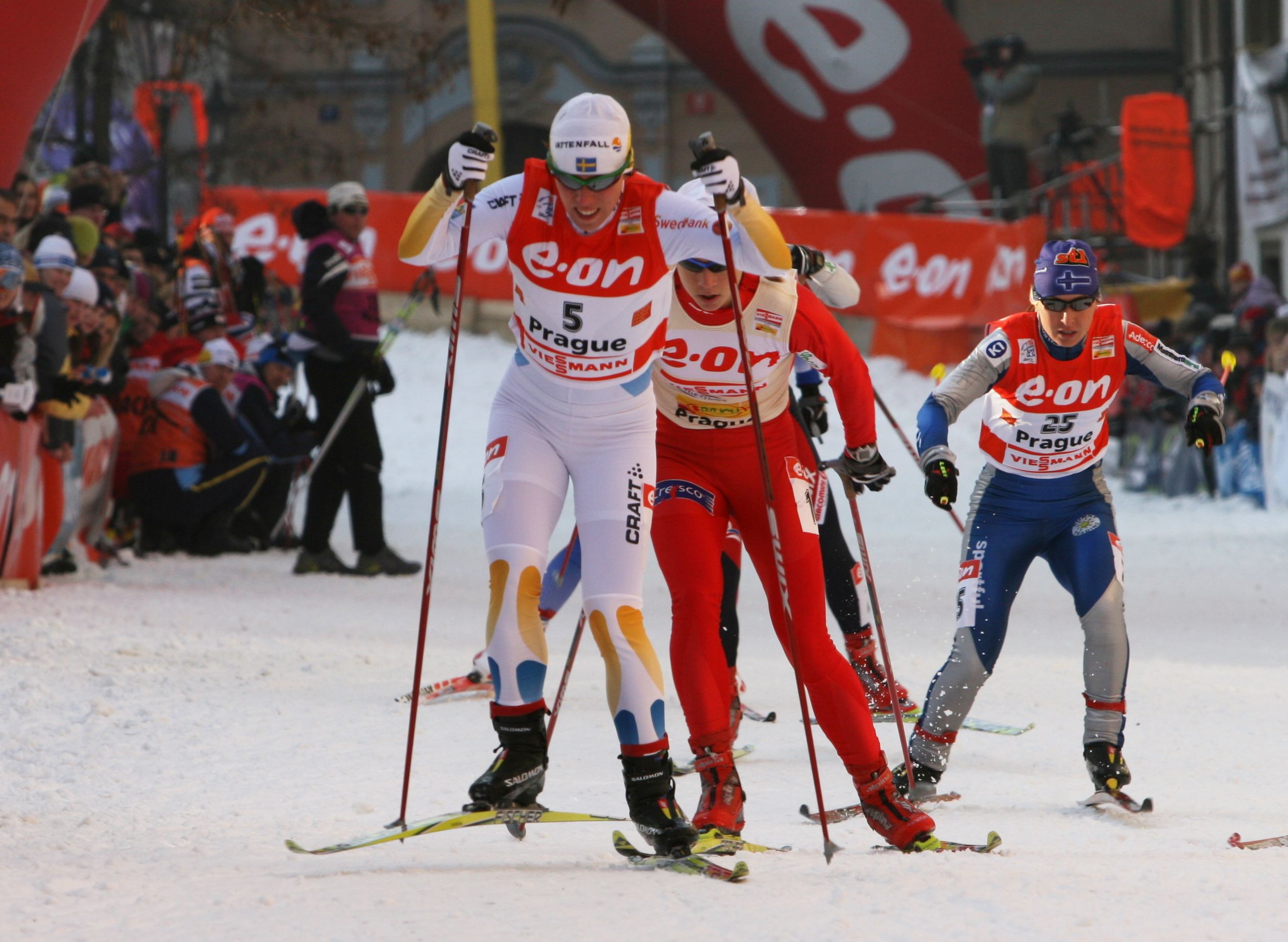
Charlotte Kallaová (v popředí) na Tour de Ski v Praze 2007

Marina Charlotte Kallaová (nepřechýleně Kalla, * 22. července 1987 Tärendö) je bývalá švédská běžkyně na lyžích. Je nejúspěšnější švédskou olympioničkou všech dob – na svých čtyřech olympijských hrách získala devět medailí, z toho tři zlaté. Na mistrovství světa celkem startovala ve 35 závodech, pouze čtyřikrát skončila mimo první desítku a získala 13 medailí. Ze všech švédských běžců na lyžích absolvovala nejvíce závodů Světového poháru (266 individuálních startů) a získala nejvíce medailových umístění (59). Jako jediná ze švédských reprezentantů vyhrála etapový závod Tour de Ski, a je dosud nejmladší vítězkou tohoto závodu v historii (bylo jí dvacet let). Stala se vzorem pro mladé lyžařky ze Švédska, ale i ze zahraničí. Závodila za kluby IFK Tärendö a od roku 2012 za Piteå Elit. Měří 162 cm a váží 60 kg.

## Největší úspěchy
Narodila se v Tärendö, malé vesnici za polárním kruhem s méně než 500 obyvateli. 
Je trojnásobnou juniorskou mistryní světa. Na juniorském mistrovství světa v běhu na lyžích 2006 ve slovinském Kranji byla 1. v kombinaci a 3. v běhu na 5 km. Na juniorském mistrovství světa v běhu na lyžích 2007 v italském Tarvisiu byla 1. v kombinaci a v běhu na 5 km a 2. ve sprintu.
V závodě Světového poháru dospělých poprvé startovala v osmnácti letech 15. března 2006 v čínském Čchang-čchunu a ve sprintu tam obsadila 14. místo. Startovala na Mistrovství světa v klasickém lyžování 2007 v japonském Sapporu – v běhu na 10 km byla pátá, v kombinaci sedmá. Na medailové pozice v individuálním závodě SP poprvé dosáhla 24. listopadu 2007 v norském Beitostølenu, kde v běhu na 10 km skončila třetí. Jejím prvním životním úspěchem bylo vítězství v Tour de Ski 2007/08, když v závěrečném běhu do vrchu v přímém souboji porazila obhájkyni vítězství Finku Virpi Kuitunenovou. První medaili z Mistrovství světa získala v Liberci 2009 za 3. místo v závodu štafet. Při svém prvním staru na ZOH získala ve Vancouveru 2010 zlatou medaili v běhu na 10 km volně a stala se tak teprve druhou švédskou běžkyní na lyžích, která vyhrála olympijský závod (po Toini Gustafsson). Mistryní světa v kategorii dospělých se poprvé stala na MS 2011 v Oslu v týmovém sprintu (spolu s Idou Ingemarsdotter). Úspěšné pro ní byli i Olympijské hry v Soči, kdy Švédky vyhrály štafetu, a Kallaová přidala dvě stříbra ze závodů na 2×7,5 km a na desítce volně. Další zlatou medaili získala na domácím Mistrovství světa v klasickém lyžování 2015, kdy vyhrála závod na 10 km volným stylem. Toto MS pro ní bylo nejúspěšnější, ke zlaté medaili přidala i jedno stříbro a dva bronzy. Překonala tak dosavadní švédskou rekordmanku v počtu medailí z Mistrovství světa Toini Gustafsson, která v letech 1962 až 1968 získala 2 zlata, 3 stříbra a 2 bronzy. Na Mistrovství světa v klasickém lyžování 2017 získala bronz v závodě na 2×7,5 km. V závodě na 10 kilometrů klasicky získala stříbrnou medaili. Na ZOH 2018 v Pchjongčchangu získala zlato ve skiatlonu. V roce 2021 nezískala medaili na světovém šampionátu poprvé od roku 2007. Během této sezóny se potýkala s těžkým případem COVID-19, ischemickou chorobou srdeční, zraněním zad a žaludečními problémy.

## Výsledky

### Výsledky na OH
| Rok  | Věk | 10 km | 15 km skiatlon | 30 km hromadný start | sprint | 4 × 5 km štafeta | sprint dvojic |
| ---- | --- | ----- | -------------- | -------------------- | ------ | ---------------- | ------------- |
| 2010 | 22  | 1.    | 8.             | 6.                   | —      | 5.               | 2.            |
| 2014 | 26  | 2.    | 2.             | 34.                  | —      | 1.               | —             |
| 2018 | 30  | 2.    | 1.             | 5                    | —      | 2.               | 2.            |
| 2022 | 34  | 20.   | 19.            | 35.                  | —      | —                | —             |

### Výsledky na MS
| Rok  | Věk | 10 km | 15 km skiatlon | 30 km hromadný start | sprint | 4 × 5 km štafeta | sprint dvojic |
| ---- | --- | ----- | -------------- | -------------------- | ------ | ---------------- | ------------- |
| 2007 | 19  | 5.    | 7.             | —                    | —      | 4.               | —             |
| 2009 | 21  | —     | 8.             | 18.                  | 6.     | 3.               | —             |
| 2011 | 23  | 11.   | 4.             | 4.                   | 8.     | 2.               | 1.            |
| 2013 | 25  | 7.    | 6.             | 11.                  | 11.    | 2.               | 2.            |
| 2015 | 27  | 1.    | 3.             | 3.                   | —      | 2.               | —             |
| 2017 | 29  | 2.    | 3.             | 7.                   | —      | 2.               | —             |
| 2019 | 31  | 9.    | 6.             | 5.                   | —      | 1.               | —             |
| 2021 | 33  | 6.    | 5.             | DNF                  | —      | 6.               | —             |

### Výsledky ve Světovém poháru
| Sezóna  | Věk | Sezónní výsledky | Sezónní výsledky | Sezónní výsledky | Výsledky na Ski Tour | Výsledky na Ski Tour | Výsledky na Ski Tour | Výsledky na Ski Tour |
| Sezóna  | Věk | Celkově          | Distance         | Sprinty          | Nordic Opening       | Tour de Ski          | WC Final             | Ski Tour Kanada      |
| ------- | --- | ---------------- | ---------------- | ---------------- | -------------------- | -------------------- | -------------------- | -------------------- |
| 2005/06 | 18  | 78.              | NC               | 48.              | —                    | —                    | —                    | —                    |
| 2006/07 | 19  | 37.              | 28.              | 39.              | —                    | —                    | —                    | —                    |
| 2007/08 | 20  | 4.               | 7.               | 18.              | —                    | 1.                   | 18.                  | —                    |
| 2008/09 | 21  | 12.              | 12.              | 17.              | —                    | —                    | 3.                   | —                    |
| 2009/10 | 22  | 8.               | 4.               | 52.              | —                    | —                    | 3.                   | —                    |
| 2010/11 | 23  | 5.               | 6.               | 12.              | 3.                   | 5.                   | —                    | —                    |
| 2011/12 | 24  | 4.               | 4.               | 15.              | 4.                   | 7.                   | 3.                   | —                    |
| 2012/13 | 25  | 8.               | 7.               | 20.              | —                    | 7.                   | 3.                   | —                    |
| 2013/14 | 26  | 7.               | 4.               | 38.              | 2.                   | —                    | 5.                   | —                    |
| 2014/15 | 27  | 7.               | 4.               | 21.              | 5.                   | —                    | —                    | —                    |
| 2015/16 | 28  | 5.               | 4.               | 22.              | 6.                   | 4.                   | —                    | 12.                  |
| 2016/17 | 29  | 9.               | 5.               | 69.              | —                    | 11.                  | 8.                   | —                    |
| 2017/18 | 30  | 7.               | 6.               | 43.              | 1.                   | —                    | 7.                   | —                    |
| 2018/19 | 31  | 10.              | 7.               | 35.              | 4.                   | —                    | 10.                  | —                    |
| 2019/20 | 32  | 14.              | 10.              | 69.              | 14.                  | 12.                  | —                    | —                    |
| 2020/21 | 33  | 53.              | 42.              | —                | —                    | —                    | —                    | —                    |
| 2021/22 | 34  | 31.              | 20.              | NC               | —                    | 16.                  | —                    | —                    |

## Osobní život
Je svobodná a žije ve městě Sundsvall. Jejím přítelem je švédský běžec na lyžích Tiio Soederhielm.